# Omroep MAX
Omroep MAX est une association publique néerlandaise de production et de radiodiffusion audiovisuelle fondée en 2002 et opérant sous l'égide de la Nederlandse Publieke Omroep (NPO). 
L'association se concentre sur les personnes âgées de plus de 50 ans. Elle a commencé à diffuser ses émissions le 3 septembre 2005 sur les radios et chaînes de télévision de la NPO.